# 第二次伊松佐河之役
第二次伊松佐河之役发生于7月18日～8月3日，意軍預備隊投入戰鬥，火炮由200門增至1200門，發起第2次伊松佐河戰役。參戰意軍達25萬人，奧軍7.8萬人。意軍在幾個方向上同時實施進攻，但步炮協同差，炮兵未能摧毀奧軍鐵絲網障礙和掩體，結果損兵折將，未取得重大進展。